# Natuurherstel

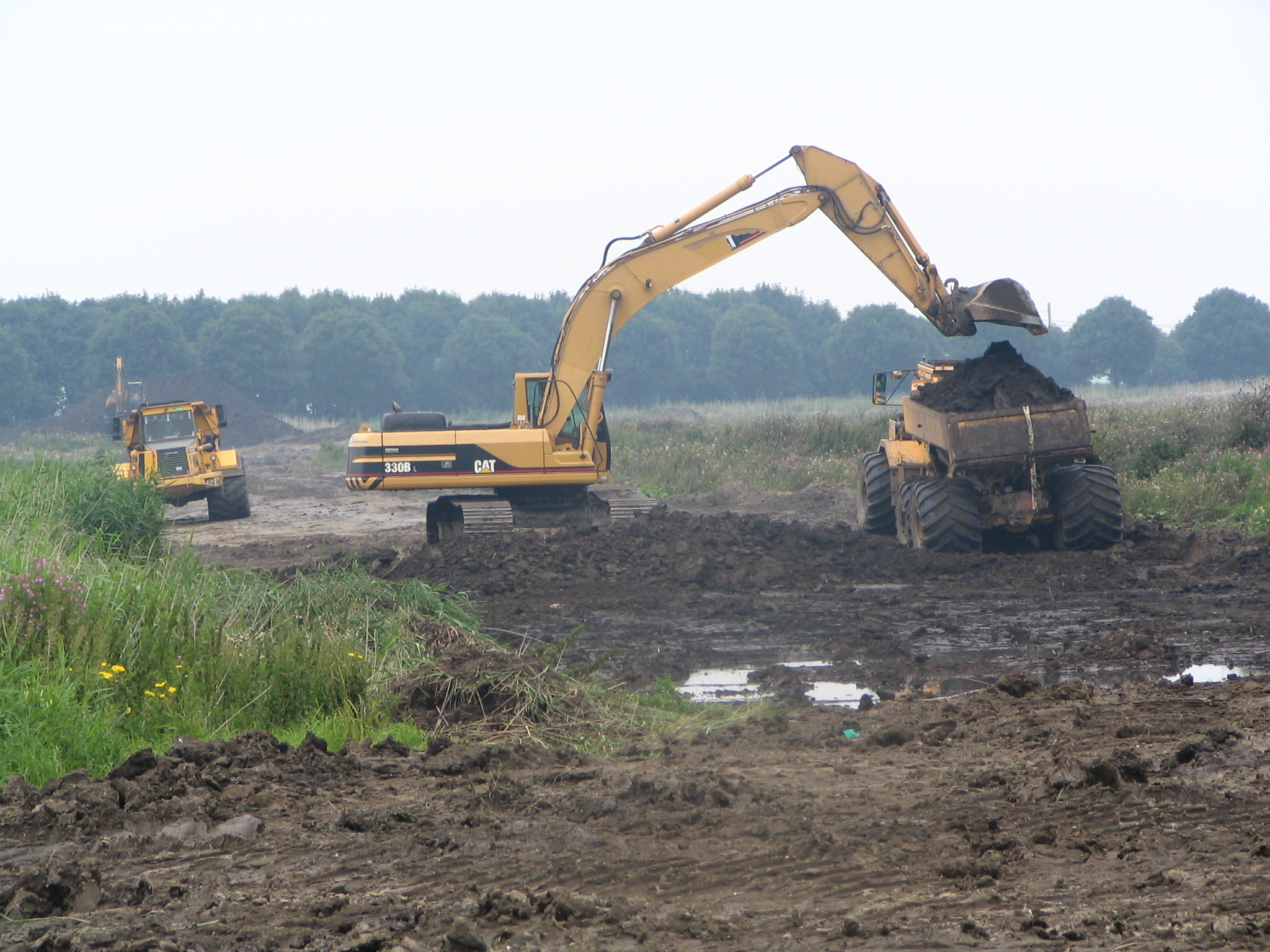
Inzet van graafmachines bij natuurherstel

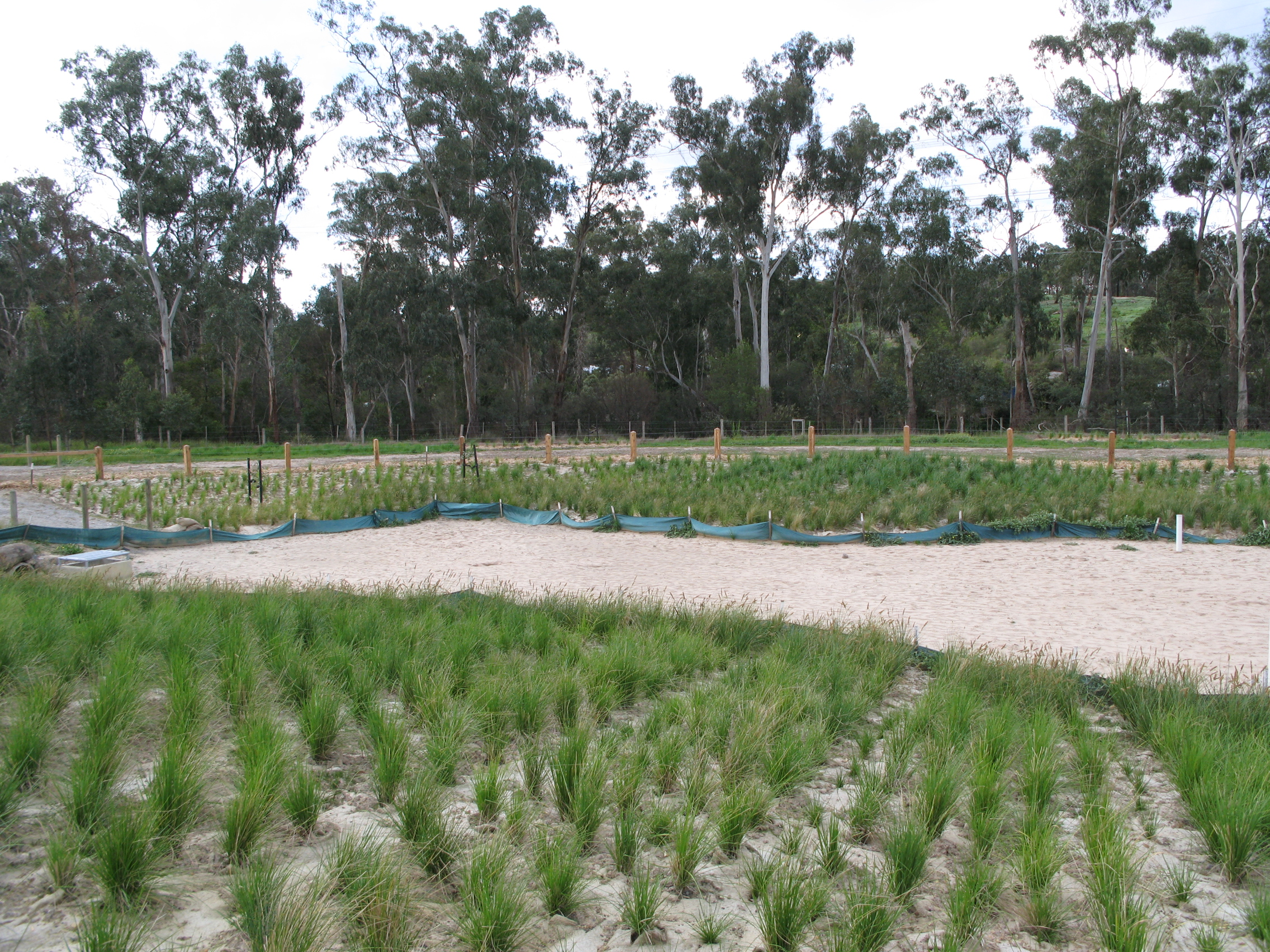
Herstel van een wetland in Australië, op voormalige landbouwgrond

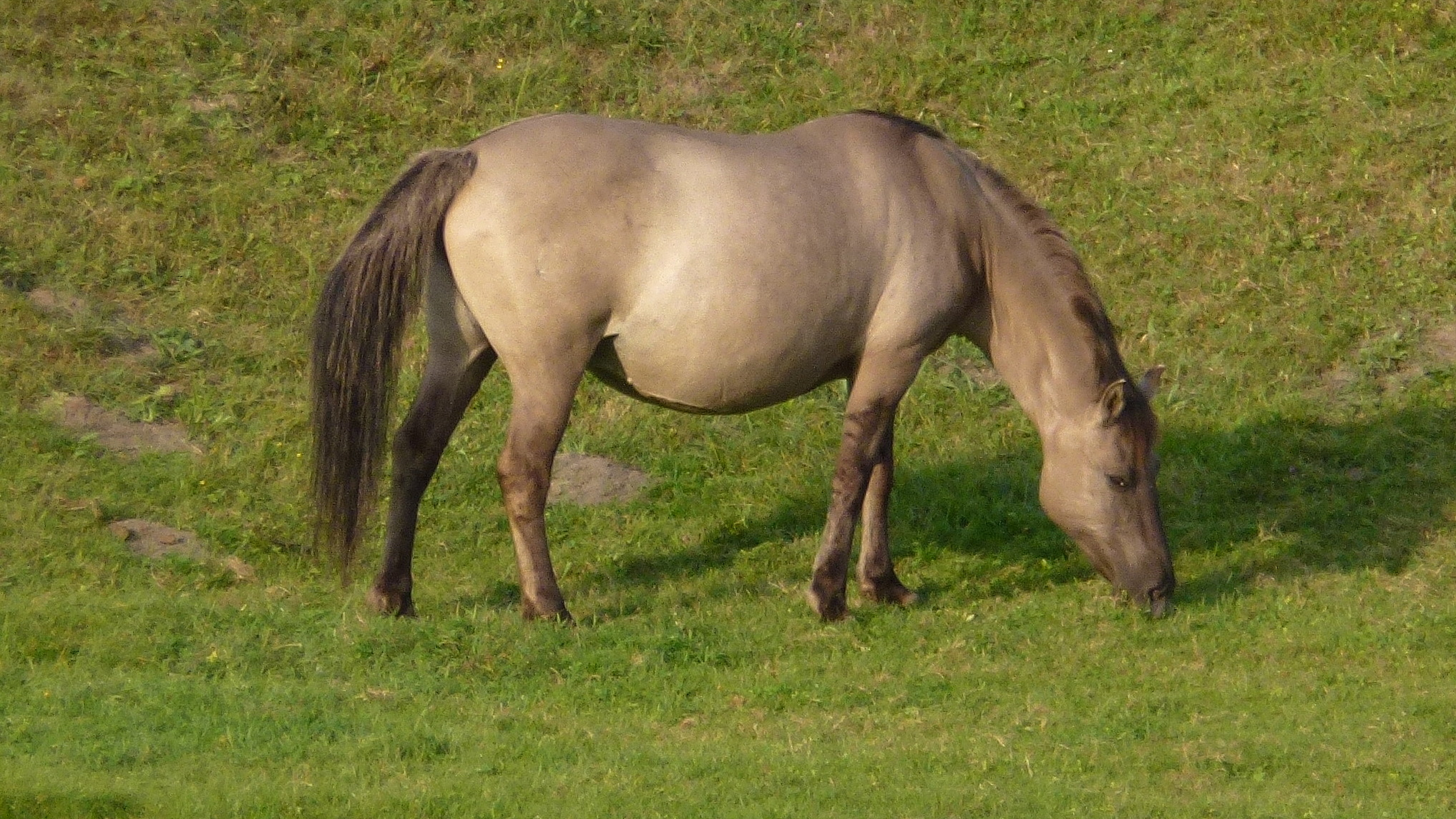
Het konikpaard wordt bij natuurherstelprojecten vaak als grote grazer ingezet

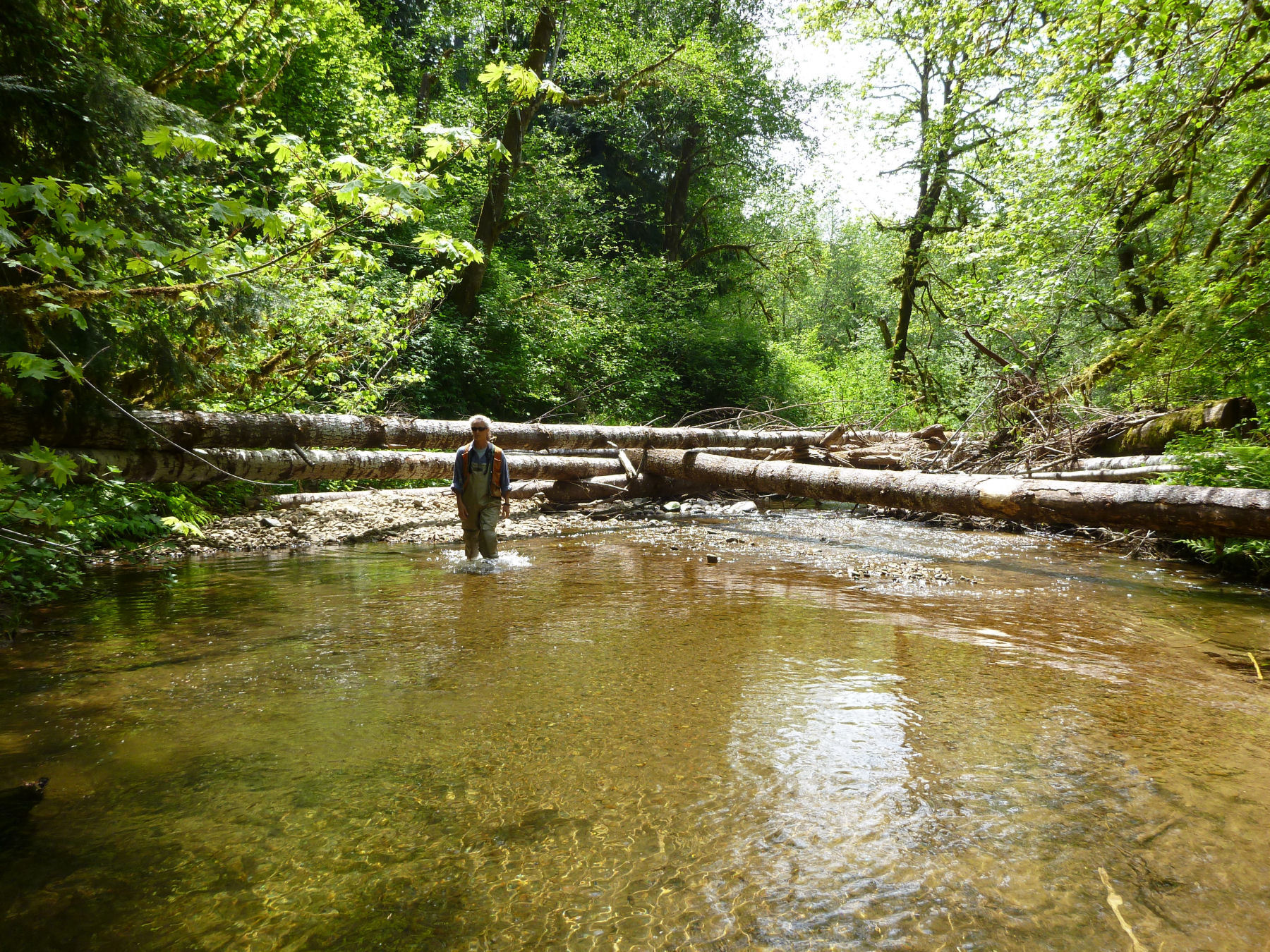
Project Coos Bay (bij Oregon); met boomstammen en rotsen wordt de stroom getemperd, zo ontstaan meer habitats voor zalmachtigen en andere waterdieren

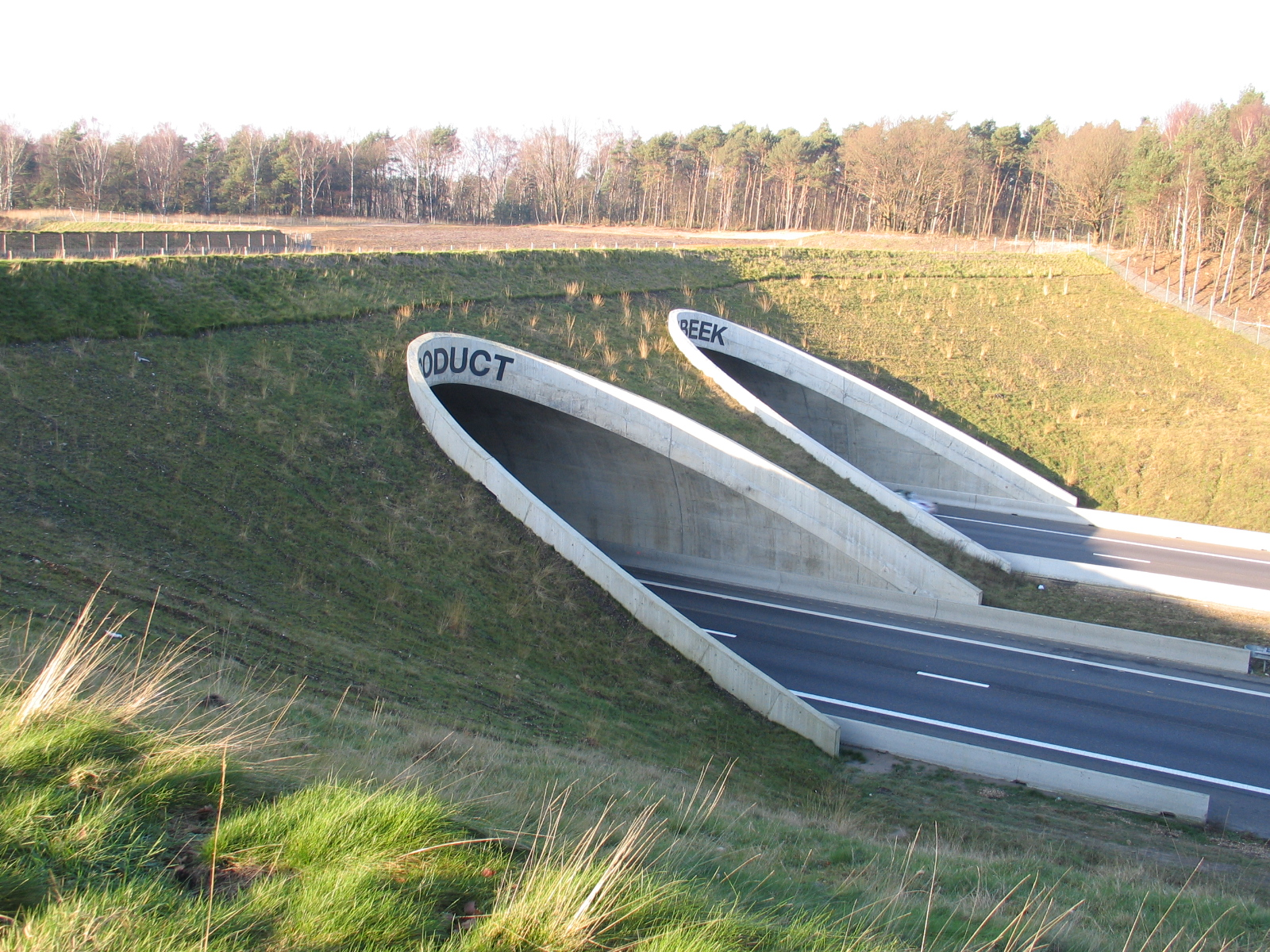
Kikbeek-Ecoduct over de snelweg E314 in Maasmechelen om migratiezones te herstellen

Onder natuurherstel verstaat men het geheel van activiteiten dat er toe moet leiden dat een stuk landschap of natuur of een onderdeel daarvan in zijn oorspronkelijke staat of kwaliteit wordt hersteld. In Nederland en België gebruikt men ook wel de term  natuurontwikkeling.

## Geschiedenis
Het begrip natuurherstel is omstreeks 1980 ontstaan, in het Engelse taalgebied onder de noemer ecological restoration. Restoration ecology is de hiermee verbonden tak van ecologie.

## Definitie
De meer omvattende definitie van natuurherstel is: de praktijk van herstel en vernieuwing van gedegradeerde, aangetaste en vernietigde ecosystemen en habitats door actief menselijk ingrijpen.

## Motieven
Er kunnen zeer uiteenlopende redenen zijn om over te gaan tot natuurherstel:
- het herstel van natuurlijk kapitaal, zoals schoon drinkwater of gezonde populaties dieren;
- het tegengaan van de effecten van klimaatverandering;
- de bescherming van bedreigde dier- of plantensoorten;
- het herstel van de schoonheid van het landschap en natuurlijke elementen;
- ethische redenen: het herstel van de effecten van menselijke ingrepen vanuit de verantwoordelijkheid voor de aarde.

## Varianten
Er bestaan verschillende varianten van natuurherstel
- Het herstel van ecologische rampgebieden zoals oude mijnen en industriegebieden. Dergelijk herstel vergt forse maatregelen zoals het verwijderen of isoleren van vervuilde bodems, het zuiveren van water en het invoeren van planten- en diersoorten.
- Het herstel van de productiecapaciteit van aangetaste of gedegradeerde ecosystemen, bijvoorbeeld door de aanplant van bomen.
- Het verbeteren van de kwaliteit van beschermde natuurgebieden, bijvoorbeeld door het periodiek afbranden van de vegetatie.
- het verbeteren van de kwaliteit van halfnatuurlijke of extensief beheerde cultuurlandschappen en hun habitats, gericht op bescherming van aan dergelijke landschappen gebonden soorten of levensgemeenschappen, zoals weidevogels.

## Discussie
Over en hoe, wat en waarom van natuurherstel is veel discussie. Sommigen bepleiten actief menselijk beheer zoals het verwijderen van exoten, terwijl anderen een minimum aan menselijk ingrijpen voorstaan. Niet iedereen is ervan overtuigd dat natuurherstel de grote investeringen waard zijn, anderen twijfelen aan de effectiviteit. Daarnaast wordt wel gesteld dat het moeilijk is om een vast referentiepunt te hanteren omdat ecosystemen zich nu eenmaal ontwikkelen, zeker in een tijd van klimaatverandering.

## Voorbeelden
Voorbeelden van ingrepen in het kader van natuurherstel zijn:
- het in de oude staat brengen van beeklopen;
- het verhogen van de grondwaterstand;
- het afplaggen van heide;
- het verwijderen van teelaarde;
- het aanbrengen van zijgeulen of poelen bij rivieren;
- het doorsteken van dijken;
- het verbinden van natuurgebieden;
- het bestrijden van ongewenst geachte plantensoorten;
- het introduceren van grote grazers;
- het via fokprogramma's op peil brengen van populaties en
- het verbieden van jacht en boskap.

Als succesvolle voorbeelden van natuurherstel in Nederland worden gezien de uiterwaarden langs de grote rivieren, zoals de Gelderse Poort; verschillende kwelders langs de waddenkust, zoals op Terschelling; diverse bossen en beekdalen in Drenthe, zoals de Drentsche Aa. Projecten bij de Schelde en de IJzer gelden als Vlaamse successen.

## Wetgeving
In het kader van de EU-biodiversiteitsstrategie voor 2030, onderdeel van de Europese Green Deal, diende de Europese Commissie op 22 juni 2022 een voorstel in voor een Verordening inzake natuurherstel. De voorgestelde verordening zou meerdere bindende doelstellingen en verplichtingen inzake herstel bevatten voor een breed scala van ecosystemen op ten minste 20% van de Unie-oppervlakte. Hoewel natuurherstel veel publieke steun geniet, is toch bezorgdheid gerezen over de afdwingbaarheid, haalbaarheid en financiering van het plan. Op 13 april 2023 brachten rapporteurs van het Europees Parlement verslag uit over de eerste reacties. De landbouwcommissie en een dag later ook de visserijcommissie van het Europese Parlement wezen het voorstel af. De milieucommissie wist net geen meerderheid te behalen om het voorstel af te wijzen. De milieu-ministers van de Europese landen stemden in grote meerderheid wel voor het aangepaste voorstel. De Nederlandse milieuminister Van der Wal (VVD - kabinet Rutte IV) stemde tegen samen met Finland, Polen, Italië en Zweden. België (bij monde van Zakia Khattabi - Ecolo, kabinet De Croo) en Oostenrijk onthielden zich van stemmen. Op 12 juli 2023 keurde het Europees Parlement een afgezwakte versie van de herstelwet goed, zodat het wetgevingsproces kan voortgezet worden.